# Unione Sportiva Palermo 1947-1948
Questa voce raccoglie le informazioni riguardanti l'Unione Sportiva Palermo nelle competizioni ufficiali della stagione 1947-1948.

## Stagione

La squadra al termine del campionato.

In questa stagione, il Palermo vince il campionato di Serie B con 46 punti, frutto del maggior numero di vittorie (19), il minor numero di sconfitte (7), il secondo miglior attacco (66 gol fatti) e la miglior difesa (30 gol subiti).
Torna dunque in Serie A, a distanza di dodici anni, festeggiando nella partita contro il Pescara vinta per 3-1. Alla fine dell'incontro, il Presidente del Governo regionale di Sicilia, l'onorevole Alessi, annuncia di aver astanziato 80 milioni di lire per ampliare lo stadio della città; a questa cifra si aggiungono 20 milioni stanzati da parte del Comune.

## Rosa
Presidente: Stefano La Motta
| N. |                   | Ruolo | Calciatore           |
| -- | ----------------- | ----- | -------------------- |
|    | Italia (bandiera) | P     | Alessandro Von Mayer |
|    | Italia (bandiera) | P     | Luigi Valsecchi      |
|    | Italia (bandiera) | P     | Gianusso             |
|    | Italia (bandiera) | D     | Enrico Boniforti     |
|    | Italia (bandiera) | D     | Giovanni Varglien    |
|    | Italia (bandiera) | D     | Fernando Casuzzi     |
|    | Italia (bandiera) | D     | Giovanni Margonari   |
|    | Italia (bandiera) | C     | Gaetano Conti        |
|    | Italia (bandiera) | C     | Andrea Milani        |

| N. |                           | Ruolo | Calciatore              |
| -- | ------------------------- | ----- | ----------------------- |
|    | Cecoslovacchia (bandiera) | C     | Čestmír Vycpálek        |
|    | Italia (bandiera)         | C     | Romolo Sforza           |
|    | Italia (bandiera)         | C     | Francesco Lozzi         |
|    | Ungheria (bandiera)       | C     | István Szobel           |
|    | Italia (bandiera)         | C     | Sergio Rampini          |
|    | Italia (bandiera)         | A     | Aurelio Pavesi De Marco |
|    | Italia (bandiera)         | A     | Carmelo Di Bella        |
|    | Italia (bandiera)         | A     | Dandolo Flumini         |
|    | Italia (bandiera)         | A     | Dante Di Maso           |

## Risultati

### Serie B

#### Girone di andata
| 28 settembre 1947 1ª giornata | Palermo | 3 – 0 | Arsenaltaranto |  |

| 21 settembre 1947 2ª giornata | Palermo | 0 – 0 | Empoli |  |

| 28 settembre 1947 3ª giornata | Pisa | 3 – 1 | Palermo |  |

| 5 ottobre 1947 4ª giornata | Perugia | 0 – 3 | Palermo |  |

| 12 ottobre 1947 5ª giornata | Palermo | 2 – 2 | Lecce |  |

| 19 ottobre 1947 6ª giornata | Palermo | 8 – 0 | Ternana |  |

| 26 ottobre 1947 7ª giornata | Brindisi | 0 – 0 | Palermo |  |

| 2 novembre 1947 8ª giornata | Rieti | 1 – 4 | Palermo |  |

| 16 novembre 1947 9ª giornata | Palermo | 3 – 1 | Scafatese |  |

| 23 novembre 1947 10ª giornata | Cosenza | 3 – 2 | Palermo |  |

| 30 novembre 1947 11ª giornata | Palermo | 2 – 1 | Torrese |  |

| 7 dicembre 1947 12ª giornata | Siracusa | 1 – 0 | Palermo |  |

| 21 dicembre 1947 13ª giornata | Palermo | 1 – 0 | Nocerina |  |

| 28 dicembre 1947 14ª giornata | Siena | 1 – 1 | Palermo |  |

| 4 gennaio 1948 15ª giornata | Anconitana | 2 – 1 | Palermo |  |

| 11 gennaio 1948 16ª giornata | Palermo | 5 – 1 | Gubbio |  |

| 18 gennaio 1948 17ª giornata | Pescara | 0 – 0 | Palermo |  |

#### Girone di ritorno
| 15 febbraio 1948 18ª giornata | Arsenaltaranto | 0 – 0 | Palermo |  |

| 22 febbraio 1948 19ª giornata | Empoli | 0 – 0 | Palermo |  |

| 29 febbraio 1948 20ª giornata | Palermo | 2 – 0 | Pisa |  |

| 7 marzo 1948 21ª giornata | Palermo | 2 – 0 | Perugia |  |

| 14 marzo 1948 22ª giornata | Lecce | 3 – 0 | Palermo |  |

| 21 marzo 1948 23ª giornata | Ternana | 1 – 0 | Palermo |  |

| 28 marzo 1948 24ª giornata | Palermo | 3 – 1 | Brindisi |  |

| 11 aprile 1948 25ª giornata | Palermo | 4 – 2 | Rieti |  |

| 17 aprile 1948 26ª giornata | Scafatese | 1 – 1 | Palermo |  |

| 25 aprile 1948 27ª giornata | Palermo | 3 – 0 | Cosenza |  |

| 2 maggio 1948 28ª giornata | Torrese | 1 – 2 | Palermo |  |

| 9 maggio 1948 29ª giornata | Palermo | 0 – 1 | Siracusa |  |

| 23 maggio 1948 30ª giornata | Nocerina | 0 – 3 | Palermo |  |

| 30 maggio 1948 31ª giornata | Palermo | 2 – 1 | Siena |  |

| 6 giugno 1948 32ª giornata | Palermo | 3 – 2 | Anconitana |  |

| 13 giugno 1948 33ª giornata | Gubbio | 0 – 2 | Palermo |  |

| 20 giugno 1948 34ª giornata | Palermo | 3 – 1 | Pescara |  |

## Statistiche

### Statistiche di squadra
| Competizione       | Punti | In casa | In casa | In casa | In casa | In casa | In casa | In trasferta | In trasferta | In trasferta | In trasferta | In trasferta | In trasferta | Totale | Totale | Totale | Totale | Totale | Totale | DR  |
| Competizione       | Punti | G       | V       | N       | P       | Gf      | Gs      | G            | V            | N            | P            | Gf           | Gs           | G      | V      | N      | P      | Gf     | Gs     | DR  |
| ------------------ | ----- | ------- | ------- | ------- | ------- | ------- | ------- | ------------ | ------------ | ------------ | ------------ | ------------ | ------------ | ------ | ------ | ------ | ------ | ------ | ------ | --- |
| Serie B - girone C | 46    | 17      | 14      | 2       | 1       | 46      | 13      | 17           | 5            | 6            | 6            | 20           | 17           | 34     | 19     | 8      | 7      | 66     | 30     | +36 |

### Statistiche dei giocatori
| Giocatore          | Serie B  | Serie B |
| Giocatore          | Presenze | Reti    |
| ------------------ | -------- | ------- |
| E. Boniforti       | 29       | ?       |
| F. Casuzzi         | 12       | ?       |
| G. Conti           | 31       | ?       |
| C. Di Bella        | 30       | ?       |
| D. Di Maso         | 6        | ?       |
| D. Flumini         | 32       | ?       |
| Gianusso           | 3        | -3      |
| F. Lozzi           | 30       | ?       |
| G. Margonari       | 5        | ?       |
| A. Milani          | 20       | ?       |
| A. Pavesi De Marco | 31       | ?       |
| S. Rampini         | 17       | ?       |
| R. Sforza          | 32       | ?       |
| I. Szobel          | 2        | ?       |
| L. Valsecchi       | 12       | -12     |
| G. Varglien        | 31       | ?       |
| C. Vycpálek        | 32       | ?       |
| A. Von Mayer       | 19       | -15     |